# Alimmaistensaari
Alimmaistensaari är en ö i Finland. Den ligger i sjön Palonselkä och i kommunen Kouvola i den ekonomiska regionen  Kouvola ekonomiska region  och landskapet Kymmenedalen, i den södra delen av landet, 140 km nordost om huvudstaden Helsingfors. Öns area är 2,9 hektar och dess största längd är 230 meter i nord-sydlig riktning.